# Мир Мехти Хазани
Мир Мехти Хазани (азерб. Mir Mehdi Xəzani; 1819—1894) — азербайджанский историк, поэт и педагог.

## Биография
Мир Мехти Мир Гашим бек оглы Хазани родился в 1819 году в деревне Мамар Баргюшадского магала Карабахского ханства. Начальное образование получил в медресе. По приглашению Молла Рефи бека Мирза Мухаммед бек оглы Шыхымлы переселился в село Шыхымлы Дизагского магала. Некоторое время он занимался здесь преподавательской деятельностью, затем в 1859 году по приглашению своего зятя переехал в село Туг. Здесь он продолжил свою преподавательскую деятельность. Влюбленный в свой язык Мир Мехти Хазани написал на азербайджанском языке произведение для детей, повествующее о догмах ислама. Это произведение было опубликовано в 1884 году.
Несмотря на то, что Мир Мехти жил в деревне, он сохранял тесную связь с художественно-культурным центром Карабаха — Шушой.
Мир Мехти так же был ученым историком. Основным произведением историка и поэта является произведение «Китаби-тарихи-Гарабаг» (Книга истории Карабаха) написанная после 1870 года.
Мир Мехти прославился и как поэт. Он писал стихи под псевдонимом Хазани.
Мир Мехти Хазани скончался в 1894 году.